# 크리스티안 되르머
크리스티안 되르머(독일어: Christian Doermer, 1935년 7월 5일~2022년 7월 14일)는 독일의 배우, 영화 감독, 각본가, 영화 프로듀서이다.

## 작품 목록

### 영화
- 발키리 대작전 (2004년)
- 본회퍼 (2000년)
- 오 왓 어 러브리 워 (1969년)
- 노 슈팅 타임 포 팍시즈 (1966년)
- 20살의 사랑 (1962년)
- 아프리카의 별 (1957년)